# Мокрово (Ленинградская область)
Мо́крово — деревня в Ретюнском сельском поселении Лужского района Ленинградской области.

## История

### XIX — начало XX века
Деревня Мокрово упоминается на карте Санкт-Петербургской губернии Ф. Ф. Шуберта 1834 года.

МОКРОВО — деревня принадлежит капитанше Александре Пылаевой, число жителей по ревизии: 38 м. п., 42 ж. п. (1838 год)

Как деревня Мокрова она отмечена на карте профессора С. С. Куторги 1852 года.

МОКРОВО — деревня госпожи Гирс, по просёлочной дороге, число дворов — 12, число душ — 42 м. п. (1856 год)

МОКРОВО — деревня владельческая при ключах, число дворов — 12, число жителей: 41 м. п., 43 ж. п. (1862 год)

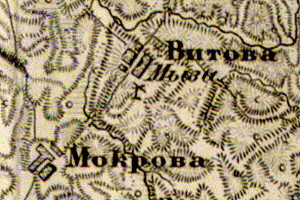
Деревня Мокрово на карте 1863 года

Согласно карте из «Исторического атласа Санкт-Петербургской Губернии» 1863 года деревня называлась Мокрова.
В 1864—1865 годах временнообязанные крестьяне деревни выкупили свои земельные наделы у А. К. Гирс и стали собственниками земли.
В XIX веке деревня административно относилась ко 2-му стану Лужского уезда Санкт-Петербургской губернии, в начале XX века — к Поддубской волости 4-го земского участка 4-го стана.
По данным «Памятной книжки Санкт-Петербургской губернии» за 1905 год деревня Мокрово входила в Витовское сельское общество.

### 1917—1991 годы
С 1917 по 1923 год деревня Мокрово входила в состав Мокровского сельсовета Поддубской волости Лужского уезда.
С 1923 года, в составе Городецкой волости.
С 1924 года, в составе Парищского сельсовета.

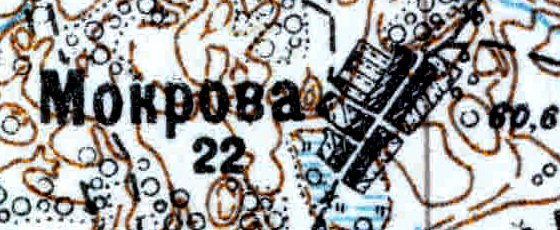
Деревня Мокрово карте 1926 года

Согласно топографической карте 1926 года деревня называлась Мокрова и насчитывала 22 двора.
С 1927 года, в составе Лужской волости, а затем Лужского района.
С 1928 года, в составе Поддубского сельсовета. В 1928 году население деревни Мокрово составляло 123 человека.
По данным 1933 года деревня Мокрово входила в состав Поддубского сельсовета Лужского района.
C 1 августа 1941 года по 28 февраля 1944 года деревня находилась в оккупации.
В 1958 году население деревни Мокрово составляло 65 человек.
По данным 1966 года деревня Мокрово также входила в состав Поддубского сельсовета.
По данным 1973 года деревня Мокрово входила в состав Шильцевского сельсовета.
По данным 1990 года деревня Мокрово входила в состав Ретюнского сельсовета.

### 1991 год — настоящее время
По данным 1997 года в деревне Мокрово Ретюнской волости проживали 8 человек, в 2002 году — 9 человек (все русские).
В 2007 году в деревне Мокрово Ретюнского СП проживали 10 человек.

## География
Деревня расположена в южной части района на автодороге 41К-668 (Ретюнь — Поддубье).
Расстояние до административного центра поселения — 11 км.
Расстояние до ближайшей железнодорожной станции Серебрянка — 12 км.
Близ деревни протекает река Рыбинка.

## Демография
| 1862 | 2007 | 2010 | 2017 |
| ---- | ---- | ---- | ---- |
| 84   | ↘10  | ↘5   | ↗8   |

## Улицы
Центральная.